# ت ع م-05:00
التوقيت العالمي المنسق -05:00 أو ت ع م-05:00 {بالإنجليزية:UTC-05:00} هو مقابلة الوقت المحلي للتوقيت العالمي المنسق، حيث ينقص فيه التوقيت المحلي عن التوقيت العالمي بقدار 5 ساعة (-5).